# Zaklopača (Kraljevo)
Pour les articles homonymes, voir Zaklopača.
Zaklopača (en serbe cyrillique : Заклопача) est une localité de Serbie située sur le territoire de la ville de Kraljevo, district de Raška. Au recensement de 2011, elle comptait 1 149 habitants.

## Démographie

### Évolution historique de la population
| 1948 | 1953 | 1961 | 1971 | 1981 | 1991 | 2002 | 2011  |
| ---- | ---- | ---- | ---- | ---- | ---- | ---- | ----- |
| 645  | 635  | 592  | 692  | 889  | 956  | 971  | 1 149 |

|  |